# SMD-Ferrit

Charakteristischer Verlauf der Impedanzkennlinie
Z … Gesamtimpedanz
X_{L} … Induktiver Anteil
R … ohmscher Anteil

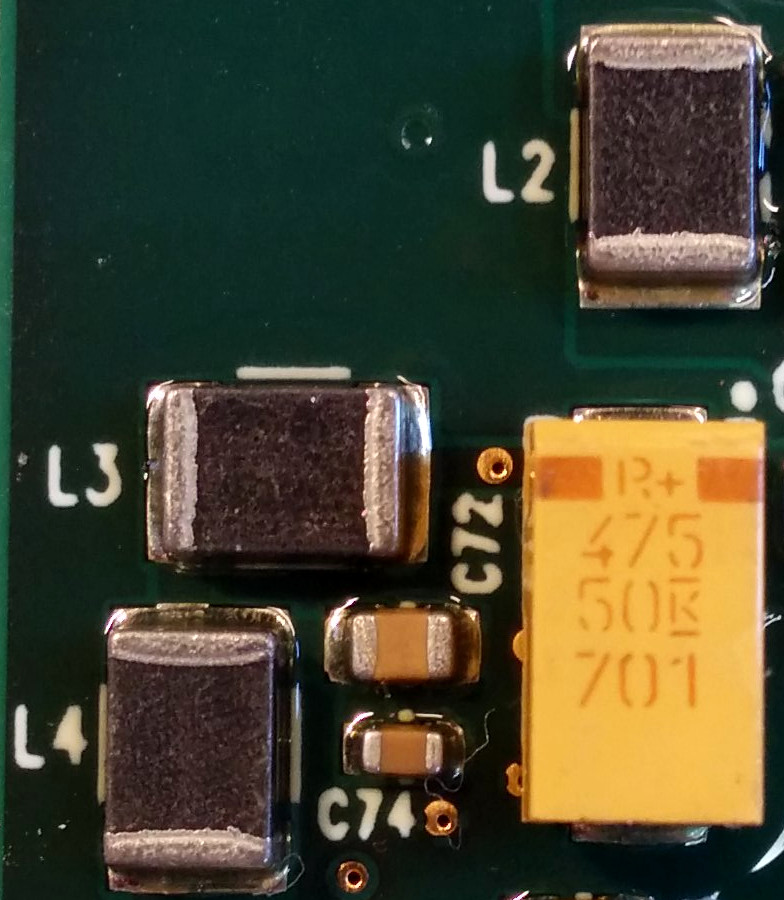
Drei SMD-Ferrite (L2, L3 und L4) mit Kondensatoren auf einer Leiterplatte bestückt

SMD-Ferrite, auch Chip-Bead-Ferrite (CBF) oder Ferrite Chip Bead genannt, sind induktive Bauelemente aus der Gruppe der Ferrite für die Bestückung von Leiterplatten in Oberflächenmontagetechnik (SMD). SMD-Ferrite sind in Multilayer-Technologie aufgebaut. Als umhüllendes Ferritmaterial wird NiZn verwendet, während die Spule in der Innenlage im Printverfahren aus reinem Silber hergestellt wird. 
Das Ersatzschaltbild ist eine Parallelschaltung aus einem Widerstand, Spule und Kondensator. Im niederfrequenten Bereich wirkt das Bauteil wie ein niederohmiger Widerstand, während im hochfrequenten Bereich der induktive Anteil überwiegt. Ferrite besitzen durch den Aufbau bedingt eine unerwünschte geringe elektrische Kapazität.
Die Hauptfunktion eines SMD-Ferrits besteht in der Filterung von EMV-Störungen, zum Beispiel Gegentaktstörungen. Störsignale auf der Leitung in hohen Frequenzbereichen werden in den Ferriten in Wärme umgewandelt. Durch die niedrige Güte (Q) haben SMD-Ferrite eine sehr gute Filterwirkung. Die Bauteilwerte werden als Impedanz in der Einheit Ohm angegeben, die bei einer Frequenz von 100 MHz in einen 50-Ohm-Impedanzsystem (Quelle-Senke) gemessen werden. SMD-Ferrite werden in den Bauformen von 0201 bis 3312 für maximale Durchgangsströme bis zu 10 A (Gleichstrom) hergestellt.